# Sedje Hémon
Sedje Hémon (* 12. April 1923 in Rotterdam; † 8. Februar 2011 in Den Haag) war eine niederländische Komponistin, Violinistin, Panflötistin und Malerin.

## Leben und Werk
Sedje Hémon (Geburtsname: Sedje Frank) verbrachte den größten Teil ihres Lebens in Scheveningen und Den Haag. Sie nahm ab 1932 Musikunterricht, der die Grundlage für ihre Bild- und Musikkompositionen schuf. Als Teenager trug sie zum Familieneinkommen bei, indem sie Korsetts und orthopädische Artikel fertigte. Hémon schloss sich 1941 der Widerstandsbewegung an. Unter dem Decknamen Annie van Dijk half sie bis April 1944 jungen Leuten bei der Ausreise in die Schweiz, indem sie Dokumente fälschte. Auch ihren Eltern verhalf sie zur Flucht, diese wurden jedoch kurz vor der Schweizer Grenze aufgegriffen, in das KZ Auschwitz deportiert und dort getötet. Nachbarn denunzierten Sedje Hémon. Sie wurde zunächst in Birkenau und dann im KZ Auschwitz interniert. Als Violinistin durfte sie dem Häftlingsorchester beitreten. Im Januar 1945 kam sie in das KZ Ravensbrück. Später wurde sie in das KZ Neustadt-Glewe verlegt. Im Mai 1945 befreiten Soldaten der Roten Armee das Lager. Sie verbrachte nach dem Zweiten Weltkrieg drei Jahre in verschiedenen Krankenhäusern, um wieder zu gesunden. Dort arbeitete sie an ihren Fertigkeiten als Violinistin und an ihrer Technik als Komponistin. 1953 gab sie aufgrund ihres schlechten Gesundheitszustands das Violinenspiel auf. Sie komponierte weiter und führte die Panflöte in die klassische Musik der Niederlande ein. Sie eröffnete die erste Schule in den Niederlanden, das Hémon-Panfluitconservatorium in Den Haag.
Zwischen 1957 und 1965 entwickelte Hémon ihre interdisziplinäre Theorie „Methode der Integration“. 1962 wurde die Sedje Hémon Stiftung eröffnet. Neben mehr als 300 Malereien (Öl auf Leinwand) und anderen Bildern schuf sie Stücke für Orchester, Ensembles und Solisten.
2017 wurden Malereien von Sedje Hémon postum auf der Documenta 14 ausgestellt. 2022 fand die Ausstellung Sedje Hémon/Imran Mir/Abdias Nascimento. Abstracting Parables im Stedelijk Museum Amsterdam statt.